# Young Money Entertainment
Young Money Entertainment je americká hudební nahrávací společnost, kterou v roce 2005 založil rapper Lil Wayne. Současným prezidentem labelu je rapper Jermaine "Mack Maine" Preyan.
Do roku 2018 šlo o imprint hudebního vydavatelství Cash Money Records s distribucí u Universal Republic Records v USA a Island Records mimo USA. Od roku 2018 přešla práva na label plně do rukou Lil Waynea.

## Historie
Label byl založen roku 2005, tehdejším prezidentem byl Lil Wayne. Roku 2007 se prezidentem stal Cortez Bryant a roku 2009 Jermaine Preyan.
Label začal prosperovat roku 2009, kdy upsal posléze populární umělce, jimiž byli Drake a Nicki Minaj. Téhož roku členové vydavatelství nahráli společné album nazvané We Are Young Money a vydali se na Young Money Tour. Kompilačního alba se prodalo přes 500 000 kusů. Na albu se podíleli umělci Lil Wayne, Jae Millz, Gudda Gudda, Mack Maine, Drake, Tyga, T-Streets, Short Dawg, Shanell, Nicki Minaj, Lil Twist a Lil Chuckee.
Roku 2010 pocházela tři alba z deseti nejprodávanějších hip-hopových alb právě z Young Money Entertainment.
V červenci 2013 spolu s labelem Cash Money Records vydaly společnou kompilaci. Pod názvem Rich Gang vydali členové labelů stejnojmenné album. V USA se prodalo 40 000 kusů tohoto alba. Na albu se podíleli Lil Wayne, Nicki Minaj, Mack Maine, Tyga, Cory Gunz, Gudda Gudda a Jae Millz. Z alba pochází singl "Tapout" (Lil Wayne, Birdman, Mack Maine, Nicki Minaj & Future).
V březnu 2014 label vydal již třetí kompilaci s názvem Young Money: Rise of an Empire. Na albu se podíleli umělci Lil Wayne, Drake, Nicki Minaj, Mack Maine, Tyga, Jae Millz, Cory Gunz, Christina Milan, Gudda Gudda, Lil Twist, Shanell, PJ Morton, Euro a Flow. Album debutovalo na 7. příčce v žebříčku Billboard 200 s 32 000 prodanými kusy v první týden prodeje.
Od roku 2013 vedení labelu zažalovali umělci Lil Chuckee, Short Dawg a Torion, kteří se tak snažili vyvázat z nahrávacích smluv. Tito umělci byli na labelu již několik let, bez vydání alba. Uvolnili je v roce 2014. V roce 2014 se do kritiky labelu pustil i rapper Tyga, který u něj vydal tři alba. Čtvrté vydal v roce 2015 již nezávisle.
V roce 2018 vydal Drake u Young Money svůj 10 projekt, čímž naplnil smlouvu a z labelu odešel k Republic Records.

## Umělci

### Současní
| Umělec           | Roky působení | Počet alb u labelu |
| ---------------- | ------------- | ------------------ |
| Mack Maine       | 2005-nyní     | —                  |
| Lil Wayne        | 2007- nyní    | (9)                |
| Nicki Minaj      | 2009- nyní    | (4)                |
| Gudda Gudda      | 2009- nyní    | —                  |
| T-Streets        | 2009- nyní    | —                  |
| Lil Twist        | 2009- nyní    | —                  |
| Shanell          | 2009- nyní    | —                  |
| Cory Gunz        | 2010- nyní    | —                  |
| Christina Milian | 2012- nyní    | —                  |
| Flow             | 2012- nyní    | —                  |
| W3 The Future    | 2013- nyní    | —                  |
| Euro             | 2013- nyní    | —                  |

### Bývalí
| Umělec            | Roky působení | Počet alb u labelu |
| ----------------- | ------------- | ------------------ |
| Boo               | 2005          | —                  |
| Currensy          | 2005-2007     | —                  |
| Omarion           | 2009-2010     | —                  |
| Kidd Kidd         | 2009-2011     | —                  |
| Glasses Malone    | 2011-2012     | (1)                |
| Lil Chuckee       | 2009-2014     | —                  |
| Short Dawg        | 2009-2014     | —                  |
| Torion            | 2011-2014     | —                  |
| PJ Morton         | 2011-2014     | (1)                |
| Tyga              | 2009-2015     | (3)                |
| Jae Millz         | 2008-2017     | —                  |
| Drake             | 2009-2018     | (10)               |
| Chanel West Coast | 2012-2018     | —                  |

## Diskografie
| Rok  | Album | Nejvyšší umístění v hitparádě | Nejvyšší umístění v hitparádě | Nejvyšší umístění v hitparádě | Nejvyšší umístění v hitparádě | Certifikace                                         |
| Rok  | Album | US 200                        | US R&B/ Hip-Hop               | CAN                           | UK                            | Certifikace                                         |
| ---- | --- | ----------------------------- | ----------------------------- | ----------------------------- | ----------------------------- | --------------------------------------------------- |
| 2008 | Lil Wayne – Tha Carter III - Vydáno: 10. června 2008 - Vydavatel: Young Money, Cash Money, Universal Motown                                     | 1                             | 1                             | 1                             | 23                            | US: 3x platinová CAN: 2x platinová UK: zlatá        |
| 2009 | Drake – So Far Gone EP - Vydáno: 15. září 2009 - Vydavatel: Young Money, Cash Money, Universal Motown                                           | 6                             | 3                             | 17                            | —                             | US: zlatá CAN: zlatá                                |
| 2009 | Young Money – We Are Young Money - Vydáno: 21. prosince 2009 - Vydavatel: Young Money                                                           | 9                             | 3                             | —                             | —                             | US: zlatá                                           |
| 2010 | Lil Wayne – Rebirth - Vydáno: 12. února 2010 - Vydavatel: Young Money, Cash Money, Universal Motown                                             | 2                             | 1                             | 5                             | 24                            | US: zlatá                                           |
| 2010 | Drake – Thank Me Later - Vydáno: 15. června 2010 - Vydavatel: Young Money, Cash Money, Universal Motown                                         | 1                             | 1                             | 1                             | 15                            | US: platinová CAN: 2x platinová UK: zlatá           |
| 2010 | Lil Wayne – I Am Not a Human Being - Vydáno: 27. září 2010 - Vydavatel: Young Money, Cash Money, Universal Motown                               | 1                             | 1                             | 16                            | 56                            | US: zlatá                                           |
| 2010 | Nicki Minaj – Pink Friday - Vydáno: 19. listopadu 2010 - Vydavatel: Young Money, Cash Money, Universal Motown                                   | 1                             | 1                             | 8                             | 16                            | US: 3x platinová UK: platinová                      |
| 2011 | Lil Wayne – Tha Carter IV - Vydáno: 29. srpna 2011 - Vydavatel: Young Money, Cash Money, Universal Republic                                     | 1                             | 1                             | 1                             | 8                             | US: 2x platinová UK: stříbrná                       |
| 2011 | Drake – Take Care - Vydáno: 15. listopadu 2011 - Vydavatel: Young Money, Cash Money, Universal Republic                                         | 1                             | 1                             | 1                             | 5                             | US: 6x platinová CAN: 4x platinová UK: 2x platinová |
| 2012 | Tyga – Careless World: Rise of the Last King - Vydáno: 21. února 2012 - Vydavatel: Young Money, Cash Money, Universal Republic                  | 4                             | 1                             | 6                             | —                             | US: /                                               |
| 2012 | Nicki Minaj – Pink Friday: Roman Reloaded - Vydáno: 3. dubna 2012 - Vydavatel: Young Money, Cash Money, Universal Republic                      | 1                             | 1                             | 1                             | 1                             | US: 2x platinová UK: platinová                      |
| 2013 | Lil Wayne – I Am Not a Human Being II - Vydáno: 26. března 2013 - Vydavatel: Young Money, Cash Money, Republic                                  | 2                             | 2                             | 5                             | 29                            | US: zlatá CAN: zlatá                                |
| 2013 | Tyga – Hotel California - Vydáno: 9. dubna 2013 - Vydavatel: Young Money, Cash Money, Republic                                                  | 7                             | 2                             | 5                             | 55                            | US: /                                               |
| 2013 | PJ Morton – New Orleans - Vydáno: 14. května 2013 - Vydavatel: Young Money, Cash Money, Universal Republic                                      | —                             | —                             | —                             | —                             | US: /                                               |
| 2013 | Rich Gang – Rich Gang - Vydáno: 23. července 2013 - Vydavatel: Young Money, Cash Money, Republic                                                | 9                             | 2                             | —                             | —                             | US: /                                               |
| 2013 | Drake – Nothing Was the Same - Vydáno: 24. září 2013 - Vydavatel: OVO Sound, Young Money, Cash Money, Republic                                  | 1                             | 1                             | 1                             | 2                             | US: 4x platinová CAN: 3x platinová UK: platinová    |
| 2014 | Young Money – Young Money: Rise of an Empire - Vydáno: 11. března 2014 - Vydavatel: Young Money, Cash Money, Republic                           | 7                             | 4                             | 24                            | —                             |                                                     |
| 2014 | Nicki Minaj – The Pinkprint - Vydáno: 15. prosince 2014 - Vydavatel: Young Money, Cash Money, Republic                                          | 2                             | 1                             | 6                             | 22                            | US: 2x platinová UK: zlatá                          |
| 2015 | Drake – If You’re Reading This It’s Too Late - Vydáno: 12. února 2015 - Vydavatel: OVO Sound, Young Money, Cash Money, Republic                 | 1                             | 1                             | 1                             | 3                             | US: 2x platinová CAN: 2x platinová UK: zlatá        |
| 2015 | Chris Brown a Tyga – Fan of a Fan: The Album - Vydáno: 20. února 2015 - Vydavatel: RCA, Young Money, Cash Money, Republic                       | 7                             | 3                             | —                             | 7                             | UK: stříbrná                                        |
| 2015 | Lil Wayne – Free Weezy Album - Vydáno: 4. července 2015 - Vydavatel: Young Money, Republic                                                      | —                             | —                             | —                             | —                             |                                                     |
| 2015 | Drake a Future – What a Time to Be Alive - Vydáno: 20. září 2015 - Vydavatel: OVO Sound, Young Money, Cash Money, Republic, A1, Freebandz, Epic | 1                             | 1                             | 1                             | 6                             | US: platinová CAN: platinová UK: stříbrná           |
| 2016 | Drake – Views - Vydáno: 29. dubna 2016 - Vydavatel: OVO Sound, BBK, Young Money, Cash Money, Republic                                           | 1                             | 1                             | 1                             | 1                             | US: 6x platinová CAN: 6x platinová UK: 2x platinová |
| 2017 | Drake – More Life - Vydáno: 18. března 2017 - Vydavatel: Young Money, Cash Money, Republic                                                      | 1                             | 1                             | 1                             | 2                             | CAN: 2x platinová UK: platinová                     |
| 2017 | Lil Wayne – Dedication 6 - Vydáno: 25. prosince 2017 - Vydavatel: Young Money                                                                   | —                             | —                             | —                             | —                             |                                                     |
| 2018 | Drake – Scary Hours (EP) - Vydáno: 19. ledna 2018 - Vydavatel: OVO Sound, Young Money, Cash Money, Republic                                     | —                             | —                             | —                             | —                             |                                                     |
| 2018 | Drake – Scorpion - Vydáno: 29. června 2018 - Vydavatel: Young Money, Cash Money, Republic                                                       | 1                             | 1                             | 1                             | 1                             | US: 5x platinová CAN: 2x platinová UK: platinová    |
| 2018 | Nicki Minaj – Queen - Vydáno: 10. srpna 2018 - Vydavatel: Young Money, Cash Money, Republic                                                     | 2                             | 2                             | 2                             | 5                             | US: platinová UK: zlatá                             |
| 2018 | Lil Wayne – Tha Carter V - Vydáno: 28. září 2018 - Vydavatel: Young Money, Republic, Universal                                                  | 1                             | 1                             | 1                             | 5                             | US: platinové                                       |
| 2020 | Lil Wayne – Funeral - Vydáno: 31. ledna 2020 - Vydavatel: Young Money, Republic                                                                 | 1                             | 1                             | 5                             | 61                            |                                                     |